# Løten
Løten er en kommune i Innlandet fylke i Norge.
Kommunen grænser til Hamar i vest, Åmot i nord, Elverum i øst, Våler i sydøst og Stange i sydvest. Højeste punkt i kommunen er Gitvola  der er 852 moh. Folketallet per 3. kvartal 2019  var 7.635 indbyggere.
Navnet kommer fra gammelnorsk Lautin. Ordet er en kombination af laut og vin, hvor laut betyder "fordybning i bakken" og vin betyder "eng".  Navnet blev skrevet Løten fra begyndelsen af 1800-tallet.
Løten var den østligste af de oprindelige byer i Hedmarken, og har været en gennemfartsrute for trafik mellem øst og vest i umindelige tider. Det gamle kommunecenter lå ved Løten kirke, som er fra det 13. århundrede. Da jernbanen blev åbnet i 1862 blev Løten station det nye center for handel og administration.
Løiten brænderi, som blev oprettet i 1855, har bidraget til at gøre Løten kendt. Akvevit-produktionen blev overtaget av Vinmonopolet i 1927, men råspritproduktionen fortsatte frem til 1990'erne. Den traditionsrige Løiten-akvevit produceres i dag af Arcus AS. 

## Byer i kommunen
- Løten
- Jønsrud
- Oppegård
- Roko
- Ruskåsen
- Slettmoen
- Brenneriroa (Løiten brænderi)
- Ådalsbruk

Maleren Edvard Munch (1863–1944) blev født på gården Engelaug Østre Ådalsbruk i Løten.